# 伊藤博文遇刺案
伊藤博文遇刺案，是發生在1909年10月26日、大清國吉林省濱江廳哈爾濱市（現中華人民共和國黑龍江省哈爾濱市南崗區・道裏區）哈爾濱站，時任日本樞密院議長伊藤博文遭槍擊身亡的暗殺事件。行刺者是朝鮮獨立運動人士安重根。

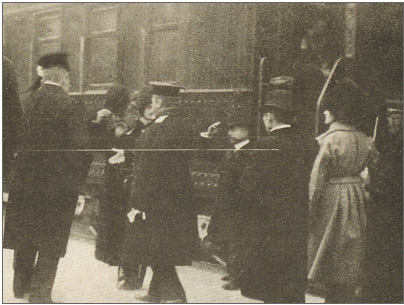
被击毙前刚下火车的伊藤博文（左二）

## 經過
1909年6月14日，伊藤博文完成日本吞并朝鲜的步骤后，为了避风险辞去了朝鲜统监一职，后转任日本枢密院议长。为谋求俄羅斯对日本吞并朝鲜的支持，共商瓜分中国东北的权益，明治天皇准备派伊藤博文到哈尔滨与俄国使臣进行会谈。同年10月，安重根得知伊藤博文要来哈尔滨的消息。在与海参崴《大东公报》主编李刚确认此消息后，他认为这是铲除伊藤博文的大好机会。次日，安重根召集有关志士商讨行动计划。为确保万无一失，他们决定分头把守伊藤博文可能经过的路段，趁机下手。安重根去哈尔滨，禹德淳、曹道先、刘东夏去蔡家沟（哈尔滨南的一个小站），严仁燮在海参崴，姜甲山到双城子（乌苏里斯克）。:42-43:11-12:28-30

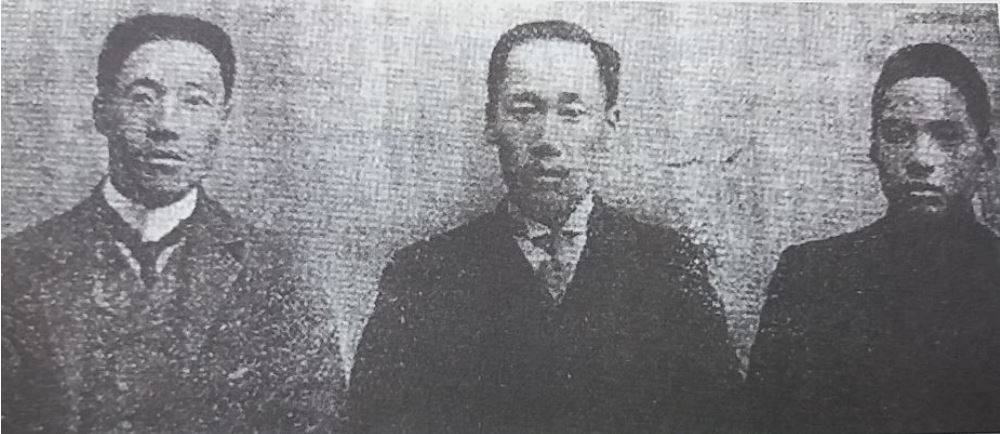
安重根与禹德淳、刘东夏的合影

1909年10月21日，安重根与禹德淳从海参崴出发，10月22日晚上到达哈尔滨，住在“韩民会”会长金成白的家里。由于是第一次来哈尔滨，安重根先第二天熟悉下哈尔滨的街道:32-33:16。10月24日，安重根与禹德淳、曹道先去了蔡家沟。伊藤博文的火车於10月26日早上6时会经过此站。不过安重根认为，早上6时时间过早，很难说伊藤博文是否下火车，而且即使他下火车，早晨天色黑暗，也很难辨别。于是他让禹德淳、曹道先留在蔡家沟见机行事，自己当天乘火车返回了哈尔滨:34:42-43。
1909年10月26日清晨，安重根身穿一套黑色西服，携带八连发布朗宁式手枪来到哈尔滨火车站。上午9点左右，伊藤博文的火车达到哈尔滨站。俄羅斯士兵和当地日侨排队欢迎伊藤博文。安重根站在俄军仪仗队的后面，见一黄面白鬚小翁走在来宾队伍的最前面，后面跟随着俄羅斯官员和日本领事。在伊藤博文从他面前走过两三步后，安重根迅速掏出手枪，向他连击三枪。为了防止打错人，他又向旁边的4名日本人开了4枪。伊藤博文胸、肋、腹三处要害部位中弹，当场死亡。现场一片混乱，只有安重根毫无惧色地站在原地以俄语高呼“大韩万岁！” :34-35:43-45

## 動機
安重根列举了15条击毙伊藤博文的原因:109-110:46-47:22-23:36-37：
1. 杀死明成皇后
2. 廢黜高宗皇帝
3. 强迫朝鲜签订《乙巳条约》和《丁未条约》
4. 屠殺無辜的韓國人
5. 以武力篡奪韓國政府權力
6. 掠奪朝鮮鐵路、礦山、森林和河流資源
7. 強制使用日本紙幣
8. 解散韓國軍隊
9. 阻礙韓國教育
10. 禁止韓國人留學國外
11. 沒收和燒毀韓國教科書
12. 向世界各地傳播「韓國希望日本保護」的謠言
13. 欺騙日本天皇，說「韓國和日本之間的關係是和平的」，實際上充滿敵意和衝突
14. 破壞亞洲和平
15. 暗殺孝明天皇

## 影響
伊藤博文去世後，在日比谷公園舉行國葬。但此事件刺激下，影響了伊藤博文等溫和派勢力，而另一方面也被主張立刻日韓合併的那一派的聲量壓過，成為日本對韓政策的主導者，使日本不久後便吞併了朝鮮，這種擴張並為近代一系列衝突埋下伏筆。

## 紀念
2014年1月19日，位於哈爾濱火車站的安重根義士紀念館舉辦開館儀式，紀念此一歷史事件。
另有电影安重根击毙伊藤博文、首尔安重根义士纪念馆纪念此事。